# Vasaloppet 2020
Vasaloppet 2020 avgjordes söndagen den 1 mars 2020 mellan Berga by i Sälen och Mora och blev det 96:e Vasaloppet. Starten gick klockan 08:00 (UTC+1). Fanny Axelsson var kranskulla och Daniel Duhlbo var kransmas. Vinnare på herrsidan blev Petter Eliassen från Norge på tiden 04:25:15. Vinnare på damsidan blev Lina Korsgren från Sverige på tiden 04:41:02.

## Slutresultat, herrar
Not: Pl = Placering, Nr = Startnummer, Tid = Sluttid
| Pl | Nr | Namn                     | Klubb         | Land    | Tid      |
| -- | -- | ------------------------ | ------------- | ------- | -------- |
| 1  | 14 | Petter Eliassen          |               | Norge   | 04:25:14 |
| 2  | 2  | Stian Hoelgaard          |               | Norge   | 04:25:15 |
| 3  | 3  | Torleif Syrstad          |               | Norge   | 04:25:57 |
| 4  | 5  | Tord Asle Gjerdalen      |               | Norge   | 04:26:02 |
| 5  | 23 | Klas Nilsson             | Team Igne     | Sverige | 04:26:13 |
| 6  | 4  | Andreas Nygaard          |               | Norge   | 04:28:31 |
| 7  | 36 | Nils Persson             | Team Engcon   | Sverige | 04:28:32 |
| 8  | 7  | Anders Aukland           |               | Norge   | 04:28:34 |
| 9  | 33 | Max Novak                | Team Ramudden | Sverige | 04:28:34 |
| 10 | 17 | Simen Engebretsen Nordli |               | Norge   | 04:28:35 |

## Slutresultat, damer
Not: Pl = Placering, Nr = Startnummer, Tid = Sluttid
| Pl | Nr  | Namn                     | Klubb                | Land     | Tid      |
| -- | --- | ------------------------ | -------------------- | -------- | -------- |
| 1  | 502 | Lina Korsgren            | Team Ramudden        | Sverige  | 04:41:02 |
| 2  | 501 | Britta Johansson Norgren | Lager 157 Ski Team   | Sverige  | 04:47:11 |
| 3  | 503 | Kateřina Smutná          | eD system Bauer Team | Tjeckien | 04:49:25 |
| 4  | 523 | Ida Dahl                 | Team Ramudden        | Sverige  | 04:50:50 |
| 5  | 504 | Kari Vikhagen Gjeitnes   | Team Koteng          | Norge    | 04:51:25 |
| 6  | 510 | Laila Kveli              | Team Engcon          | Norge    | 04:53:19 |
| 7  | 525 | Thea Krokan Murud        | Team Ragde Eiendom   | Norge    | 04:53:25 |
| 8  | 526 | Jenny Larsson            | Team Ramudden        | Sverige  | 04:57:57 |
| 9  | 524 | Emilie Fleten            | Team Ragde Eiendom   | Norge    | 04:58:33 |
| 10 | 509 | Heli Heiskanen           | Vltava Fund Sk       | Finland  | 05:08:54 |

## Spurtpriser

### Herrar
| Kontroll     | Nr  | Namn               | Klubb | Land    | Tid      |
| ------------ | --- | ------------------ | ----- | ------- | -------- |
| Smågan       | 57  | Viktor Mäenpää     |       | Finland | 0:35:39  |
| Mångsbodarna | 76  | Stian Berg         |       | Norge   | 01:11:17 |
| Risberg      | 134 | Anders Høst        |       | Norge   | 01:41:10 |
| Evertsberg   | 76  | Stian Berg         |       | Norge   | 02:20:35 |
| Oxberg       | 11  | Joar Andreas Thele |       | Norge   | 03:03:17 |
| Hökberg      | 14  | Petter Eliassen    |       | Norge   | 04:25:14 |
| Eldris       | 2   | Stian Hoelgaard    |       | Norge   | 04:00:44 |

### Damer
| Kontroll     | Nr  | Namn          | Klubb         | Land    | Tid      |
| ------------ | --- | ------------- | ------------- | ------- | -------- |
| Smågan       | 502 | Lina Korsgren | Team Ramudden | Sverige | 00:36:41 |
| Mångsbodarna | 502 | Lina Korsgren | Team Ramudden | Sverige | 01:12:34 |
| Risberg      | 502 | Lina Korsgren | Team Ramudden | Sverige | 01:43:08 |
| Evertsberg   | 502 | Lina Korsgren | Team Ramudden | Sverige | 02:24:50 |
| Oxberg       | 502 | Lina Korsgren | Team Ramudden | Sverige | 03:08:51 |
| Hökberg      | 502 | Lina Korsgren | Team Ramudden | Sverige | 03:40:03 |
| Eldris       | 502 | Lina Korsgren | Team Ramudden | Sverige | 04:13:35 |